# サッカーマヨット代表
サッカーマヨット代表（サッカーマヨットだいひょう）はフランス海外県・マヨットのサッカーのナショナルチームである。FIFA、CAFに加盟していないため、FIFAワールドカップ、アフリカネイションズカップに出場することはできない。
2007年、インド洋周辺諸国の大会であるインド洋諸島ゲームズでは初参加ながら3位の成績を残した。